# Mauro Cerqueira
Mauro Rafael Geral Cerqueira vagy gyakran csak Mauro Cerqueira (Lisszabon, 1992. augusztus 20. –) portugál labdarúgó, posztját tekintve hátvéd.

## Pályafutása
Mauro Cerqueira a portugál Sporting, Estrela da Amadora és Real SC akadémiáin nevelkedett. 2012 és 2015 között alacsonyabb osztályú csapatokban szerepelt (Eléctrico, Naval, Moura), mígnem 2015-ben szerződtette őt az akkor portugál élvonalbeli CD Nacional csapata. A portugál élvonalban Cerqueira 2016. március 13-án mutatkozott be egy Rio Ave elleni mérkőzésen. A Nacional a következő idényben búcsúzott az élvonaltól, azonban 2018-ban a másodosztályt bajnokként zárta, így visszajutott az első osztályba. A 2019-2020-as szezonban Cerqueira az Académica de Coimbra játékosaként tizennyolc bajnoki mérkőzésen szerepelt a portugál másodosztályban. 2020 szeptembere óta az Újpest játékosa. 2021. augusztus 17-én jelentette be a klub, hogy távozik. 2022 nyarán a bolgár Hebar Pazardzsik csapatához igazolt. Összesen 7 bajnoki mérkőzésen lépett pályára a bajnokságban. Fél évvel később a spanyol AD Ceuta szerződtette.

## Sikerei, díjai
CD Nacional :
- Liga Pro bajnok: 2018

 Újpest FC
- Magyar Kupa: 2020-21